# Alessandro Malvezzi
Alessandro Malvezzi (* 21. Juli 2003) ist ein italienischer Leichtathlet, der sich auf den Sprint spezialisiert hat.

## Sportliche Laufbahn
Erste internationale Erfahrungen sammelte Alessandro Malvezzi im Jahr 2022, als er bei den U20-Weltmeisterschaften in Cali mit der italienischen 4-mal-100-Meter-Staffel in 39,77 s den vierten Platz belegte.
In den Jahren 2021 und 2022 wurde Malvezzi italienischer Meister in der 4-mal-100-Meter-Staffel.

## Persönliche Bestzeiten
- 100 Meter: 10,52 s (+0,3 m/s), 12. Juni 2022 in Pavia
- 60 Meter (Halle): 7,29 s, 26. Januar 2019 in Modena